# Wilhelm Küchelbecker
Wilhelm Küchelbecker (San Pietroburgo, 21 giugno 1797 – Tobol'sk, 23 agosto 1846) è stato un poeta russo.

## Biografia
Nacque in una famiglia di nobili baltici, è cresciuto in Estonia e studiò presso il Liceo imperiale di Carskoe Selo insieme a Alexander Pushkin e Anton Delvig, con cui diventò amico. Nel 1821 andò a Parigi per fare dei corsi di letteratura russa, ma la sua attività fu interrotta, perché il suo lavoro fu considerato liberale dall'amministrazione russa, quindi Küchelbecker dovette tornare in Russia.
Servì nella guerra caucasica sotto il generale Yermolov (con il cui nipote ha combattuto un duello) prima di lanciare Mnemozina insieme a Vladimir Odoevsky nel 1824. Nonostante il suo nome tedesco, Küchelbecker era un patriottico russo ed era strettamente legato ai romantici. D.S. Mirsky lo considerò "una figura donchisciottesca, ridicola". Pushkin gli dedicò una delle storie più sincere del Lyceum Anniversary del 1825.
Come poeta, Küchelbecker ebbe una visione panteistica del mondo, ma non riuscì a dare un'espressione definitiva: la sua poesia è un mondo inocuo in attesa di un creatore. La sua poesia più nota era quella che parlò della morte di Pushkin. Nel frammento satirico "Terra dei senza testa" (Земля безглавцев, 1824), il protagonista viaggia sulla Luna e trova uno stato distopico.
Durante la rivolta decabrista, Küchelbecker fu mandato in prigionia in Sveaborg, Kexholm e altre fortezze per dieci anni. Dopo di che, fu esiliato a Kurgan.
Morì di tubercolosi. La sua biografia più famosa, Kyukhlya, fu scritta da Yury Tynyanov nel 1925 che segnò alzo il livello di conoscenza di Küchelbecker.